# Ikerasaarsuk

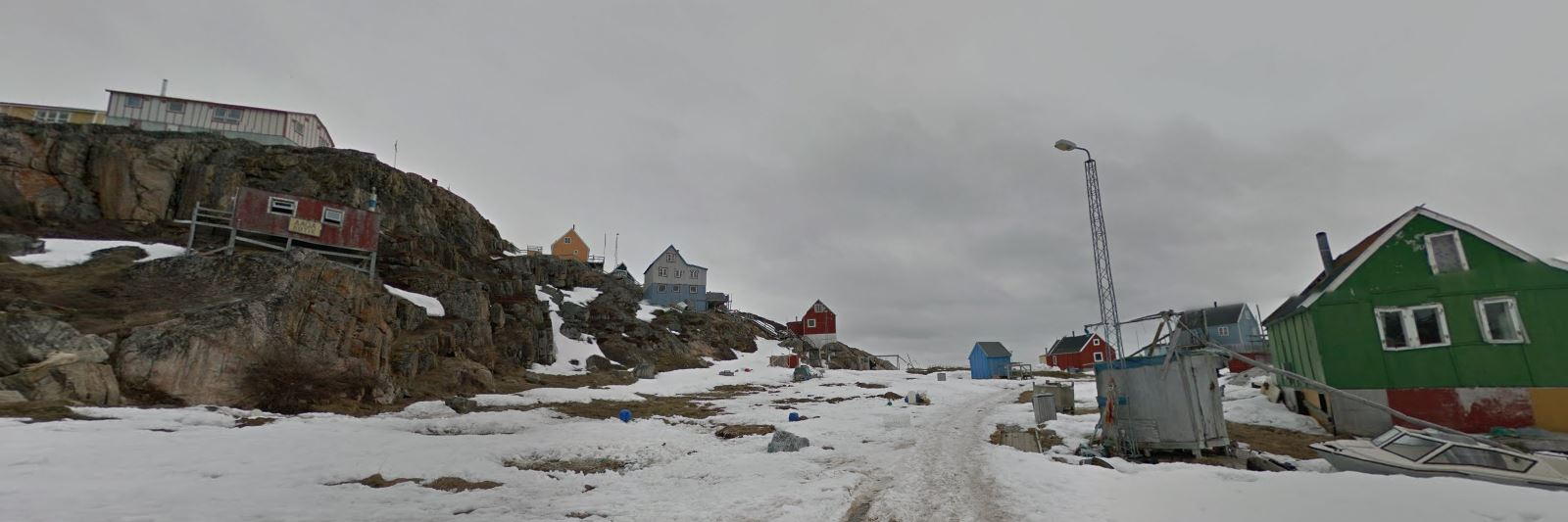

Ikerasaarsuk är en bygd tillhörande staden Kangaatsiaq i Västra Grönland. Bygden har runt 100 invånare som främst livnär sig på fiske.
Under vintertid är Ikerasaarsuk Heliport öppen medan under sommartid trafikeras bygden med färja från Kangaatsiaq, Attu, Iginniarfik, Niaqornaarsuk och Aasiaat.